# Kooptacja (biologia)
Kooptacja (również egzaptacja) – termin w biologii ewolucyjnej oznaczający proces przysposabiania się - w procesie ewolucji - pewnych istniejących już, złożonych struktur do nowych funkcji. W odróżnieniu do adaptacji, gdzie jako przystosowanie do środowiska wykształca się nowy narząd. 
Z pojęciem związany jest również starszy termin preadaptacja, którym określa się cechę lub organ, który uległ kooptacji.
Przykłady:
- Pióra, które wyewoluowały u nielotnego przodka ptaków jako adaptacja do termoregulacji stanowią preadaptację do lotu. W wyniku kooptacji pióra pokrywające skrzydła wykształciły powierzchnię nośną niezbędna do szybowania i lotu.
- Kończyny czworonogów służyły początkowo do kroczenia po dnie zbiorników wodnych. Rozwój kończyn należy więc uznać za preadaptację do lądowego trybu życia, ponieważ organy służące do przemieszczania się po dnie zbiornika zostały kooptowane jako narządy kroczne wykorzystywane w środowisku lądowym.